# Il testimone (miniserie televisiva)
Il testimone è una miniserie televisiva in 2 episodi tratta da una storia vera e trasmessa in prima visione nel 2001 su Canale 5.

## Trama
Marco Basile è un giovane veterinario la cui vita è sconvolta quando una sera, mentre porta a spasso il cane, assiste all'omicidio di un imprenditore De Caro impegnato nella lotta alla camorra. Da quel momento inizia un vero e proprio calvario per lui e per la sua famiglia, costretti a cambiare identità e città; ma anche grazie al sostegno del commissario Fusco, la testimonianza di Marco riesce a far arrestare il colpevole dell'omicidio che si scopre essere Antonio Mannoia, figlio del potente boss Gennaro Mannoia. Dopo il suo arresto, il boss farà di tutto per uccidere Marco e in un attentato muore accidentalmente Nicola, il suo migliore amico. Sconvolto per la sua morte, Marco si reca sotto casa del boss e inizia a inveire contro di lui; in seguito anche gli abitanti della zona si radunano sul posto per testimoniare il loro appoggio al veterinario. Rimasto solo e abbandonato da tutti, Gennaro Mannoia si suicida per permettere a Marco di tornare alla normalità.

## Colonna sonora
Alcune colonne sonore della miniserie, sono anche le colonne sonore di un'altra miniserie sempre di Pietro Valsecchi, Uno bianca, con Kim Rossi Stuart, girata nel 2000. Inoltre alcuni effetti grafici e immagini de Il testimone sono presenti anche in Uno Bianca.